# Чикинкира
Чикинкира (исп. Chiquinquirá) — город и муниципалитет в центральной части Колумбии, на территории департамента Бояка. Административный центр Западной провинции.

## История
Муниципалитет Чикинкира был выделен в отдельную административную единицу в 1810 году.

## Географическое положение

Муниципалитет Чикинкира

Город расположен в западной части департамента, в гористой местности Восточной Кордильеры, к западу от реки Суарес, на расстоянии приблизительно 51 километра к западу-северо-западу (WNW) от города Тунха, административного центра департамента. Абсолютная высота — 2812 метров над уровнем моря.
Муниципалитет Чикинкира граничит на западе с территориями муниципалитетов Брисеньо и Кальдас, на севере — с муниципалитетом Сабоя, на востоке — с муниципалитетом Тинхака, на юго-востоке — с муниципалитетом Сан-Мигель-де-Сема, на юге — с территорией департамента Кундинамарка. Площадь муниципалитета составляет 133 км².

## Население
По данным Национального административного департамента статистики Колумбии, совокупная численность населения города и муниципалитета в 2015 году составляла 65 274 человека.
Динамика численности населения муниципалитета по годам:
| 2005   | 2006   | 2007   | 2008   | 2009   | 2010   | 2011   | 2012   | 2013   | 2014   | 2015   |
| ------ | ------ | ------ | ------ | ------ | ------ | ------ | ------ | ------ | ------ | ------ |
| 55 786 | 56 777 | 57 749 | 58 711 | 59 648 | 60 586 | 61 520 | 62 453 | 63 381 | 64 324 | 65 274 |

Согласно данным переписи 2005 года мужчины составляли 46,6 % от населения Чикинкиры, женщины — соответственно 53,4 %. В расовом отношении белые и метисы составляли 99,9 % от населения города; негры, мулаты и райсальцы — 0,1 %.
Уровень грамотности среди всего населения составлял 91,1 %.

## Экономика
Основу экономики Чикинкиры составляют сельское хозяйство и добыча полезных ископаемых.

63,5 % от общего числа городских и муниципальных предприятий составляют предприятия торговой сферы, 30,8 % — предприятия сферы обслуживания, 5,4 % — промышленные предприятия, 0,3 % — предприятия иных отраслей экономики.

## Транспорт
Через город проходят национальные шоссе № 45A и № 60.